# Diocesi di Saluzzo
La diocesi di Saluzzo (in latino Dioecesis Salutiarum) è una sede della Chiesa cattolica in Italia suffraganea dell'arcidiocesi di Torino appartenente alla regione ecclesiastica Piemonte. Nel 2022 contava 89.400 battezzati su 96.800 abitanti. È retta dal vescovo Cristiano Bodo.

## Territorio
La diocesi comprende la parte settentrionale della provincia di Cuneo, e Famolasco, frazione di Bibiana nella Città metropolitana di Torino. Confina a nord con la diocesi di Pinerolo e con l'arcidiocesi di Torino, con la quale confina anche ad est; a sud confina con la diocesi di Cuneo-Fossano; infine ad ovest con la diocesi di Digne e la diocesi di Gap-Embrun, entrambe in territorio francese.
Sede vescovile è la città di Saluzzo, dove si trova la cattedrale di Maria Vergine Assunta.

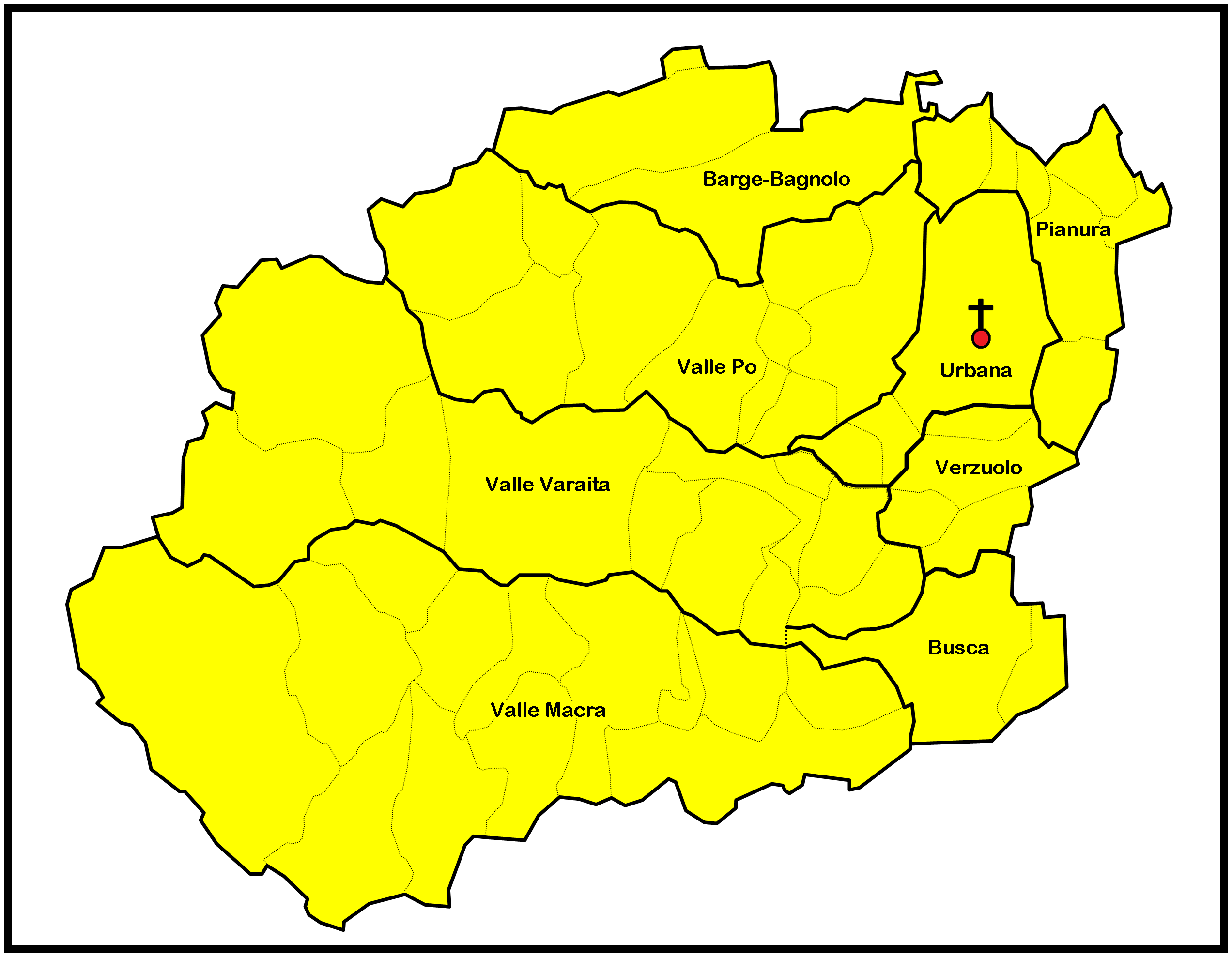
La mappa delle zone pastorali.

Il territorio si estende su 1.815 km² ed è suddiviso in 90 parrocchie raggruppate in 6 vicarie:
- vicaria di Barge e Bagnolo Piemonte;
- vicaria di Busca;
- vicaria di Saluzzo e Pianura;
- vicaria di Dronero e Valle Maira;
- vicaria della Valle Po;
- vicaria di Verzuolo e Valla Varaita.

## Istituti religiosi
Nel 2018 la diocesi ospita le seguenti comunità religiose:
- Figlie del Cuore Immacolato di Maria (Piasco)
- Figlie della carità di San Vincenzo de' Paoli (Dronero)
- Figlie di Maria Ausiliatrice (Saluzzo)
- Istituto secolare di Santa Maria degli Angeli (Busca, Saluzzo e Verzuolo)
- Ordine cistercense (Bagnolo Piemonte)
- Ordine dei frati minori cappuccini (Busca)
- Piccoli fratelli di Gesù (Brossasco)
- Romite di Sant'Ambrogio (Revello)
- Servi di Maria (Saluzzo)
- Suore di San Gaetano (Lagnasco)
- Suore di San Giuseppe Benedetto Cottolengo (Barge, Manta e Sanfront)
- Suore missionarie della Risurrezione (Saluzzo)

## Storia
La diocesi fu eretta, su istanza della marchesa reggente di Saluzzo, Margherita di Foix, il 29 ottobre 1511 con la bolla Pro excellenti di papa Giulio II, ricavandone il territorio dalla diocesi di Torino per 55 parrocchie, dalla diocesi di Alba per 10 parrocchie e dalla diocesi di Asti per 4 parrocchie. Tuttavia i confini della diocesi e quelli del marchesato probabilmente non coincidevano. La diocesi era immediatamente soggetta alla Santa Sede.
Giovanni Antonio Della Rovere, cugino di Giovanni Francesco della Rovere, vescovo di Torino, fu nominato primo vescovo della nuova diocesi; non ricevette mai la consacrazione episcopale, poiché aveva solo 22 anni, e dopo qualche mese rinunciò alla sede di Saluzzo a favore del fratello Sisto, di quattro anni più giovane di lui. Anche Sisto non fu mai consacrato vescovo e non raggiunse mai la sua sede, continuando a risiedere a Roma e facendosi rappresentare dal vicario Antonio Vacca, vescovo titolare di Nicomedia. Il primo vescovo che risiedette a Saluzzo fu Giuliano Tornabuoni, che fece il suo solenne ingresso in diocesi il 13 luglio 1516; a lui si deve il primo sinodo diocesano, celebrato nel mese di agosto dello stesso anno, dove fu confermata e rafforzata la venerazione verso i santi patroni Chiaffredo e Costanzo.
Il seminario diocesano fu istituito il 30 ottobre 1629. Nello stesso periodo il vescovo Marenco affrontò il problema dei valdesi, diffusi nelle alte vallate, con l'aiuto dei padri cappuccini. Nel 1633 trascorse parecchie settimane a Paesana nel tentativo di far ravvedere gli eretici. Il suo impegno ebbe buon esito, tanto che nel gennaio 1634 una solenne processione celebrava la ritrovata unità religiosa.
Alla fine del XVII secolo il vescovo Lepori si distinse per la sua severità. In primo luogo volle ristabilire la disciplina nelle celebrazioni liturgiche parrocchiali e riaffermare la disciplina del clero. Richiese alla Sacra Congregazione dei Riti un decreto contro il culto di Giovanni Giovenale Ancina, che era già diffuso fra il popolo. Rigorosissimi e apertamente discriminatori i suoi decreti contro gli ebrei del 1673: si vietava ai cristiani ogni familiarità con gli ebrei, al punto di dover evitare persino i medici ebrei; inoltre agli ebrei era imposto di portare sugli abiti un contrassegno ed erano esclusi dalle cariche politiche.
Dopo il 1686, quando fu revocato l'Editto di Nantes, gli ugonotti francesi trovarono rifugio nelle alte valli della diocesi e Vittorio Amedeo II, per ragioni soprattutto diplomatiche, li imprigionò nelle carceri di Saluzzo.
Durante il Settecento, si distinse il vescovo Giuseppe Filippo Porporato, che governò la Chiesa saluzzese per 40 anni, dal 1741 al 1781; nel suo lungo episcopato combatté le resistenze gallicane dei canonici della cattedrale e il giansenismo, e difese i gesuiti.
Il 9 dicembre 1798 il re si rifugiò in Sardegna e il 15 febbraio 1799 tutto il Piemonte diventava un dipartimento francese. Per Saluzzo cominciava un periodo di storia giacobina e repubblicana. Il palazzo del collegio dei gesuiti diventò sede del municipio; il vescovado fu adibito a deposito d'armi e munizioni; più tardi le stanze furono usate per balli a spese del comune. Chiese e conventi furono adibiti ad uso profano. Napoleone Bonaparte nominò sottoprefetto l'ex canonico Bressy da Marmora. Nel 1802, Bressy soppresse i conventi di San Bernardino, di San Domenico, di San Nicola, di Sant'Agostino, dei Cappuccini, dei monasteri di Santa Chiara, di Santa Maria della Stella (di Rifreddo) e dell'Annunziata.
Il 1º giugno 1803, in occasione del riordino delle diocesi piemontesi volute da Bonaparte, la diocesi di Saluzzo entrò a far parte della provincia ecclesiastica dell'arcidiocesi di Torino e contestualmente ingrandì il proprio territorio con l'incorporazione di quello della soppressa diocesi di Pinerolo. La diocesi pinerolese fu ristabilita il 17 luglio 1817 con la bolla Beati Petri di papa Pio VII; contestualmente la diocesi di Saluzzo acquisì gli attuali confini.
Nel 1849, dopo la morte del re Carlo Alberto, i vescovi subalpini, in seguito all'usurpazione dei diritti ecclesiastici da parte del governo, deliberarono di riunirsi in un congresso, che, visto l'esilio del metropolita Luigi Fransoni, si svolse nella villa del vescovo di Saluzzo a Villanovetta e fu presieduto dal vescovo Giovanni Antonio Gianotti. Vi si trattarono i problemi della censura ecclesiastica su Bibbie e catechismi, dell'insegnamento religioso e delle scuole cattoliche, dell'anagrafe parrocchiale, della disciplina ecclesiastica e della buona stampa. Il suo successore Lorenzo Gastaldi prese parte al concilio Vaticano I e con diversi interventi fu uno dei più convinti sostenitori dell'infallibilità papale nel rispetto dell'autorità episcopale.
Nel Novecento la diocesi ha visto i lunghi episcopati di Giovanni Oberti e Egidio Luigi Lanzo, che governarono la diocesi dal 1901 al 1973, in un periodo di profondi cambiamenti sociali e culturali e di sfide pastorali e religiose. Il vescovo Lanzo, durante la seconda guerra mondiale, intervenne direttamente in momenti delicati e difficili per la liberazione di ostaggi e prigionieri, offrendo in contraccambio la sua stessa vita.

## Istituzioni culturali diocesane
Dal 1º settembre 2011 l'ex palazzo dei vescovi di Saluzzo, la cui forma attuale risale all'opera di risistemazione di edifici preesistenti operata dal vescovo Carlo Giuseppe Morozzo (1698-1729), ospita il museo diocesano di arte sacra, distribuito in cinque sale del piano nobile.
Lo stesso palazzo accoglie anche la biblioteca diocesana, istituita con decreto vescovile del 18 settembre 2012. La biblioteca accoglie i fondi librari appartenuti al seminario diocesano, ai gesuiti di Saluzzo, che la donarono alla diocesi quando la Compagnia venne soppressa, e ad altri enti e istituzioni diocesane.
Nella nuova curia vescovile, creata negli anni Ottanta del Novecento, ha sede l'archivio storico della diocesi, che è costituito dai fondi archivistici della diocesi, del capitolo della cattedrale, della confraternita del Gonfalone, che comprende un importante fondo di pergamene che datano dal 1320 al 1515, e del seminario vescovile.

## Cronotassi dei vescovi
Si omettono i periodi di sede vacante non superiori ai 2 anni o non storicamente accertati.
- Giovanni Antonio Della Rovere † (29 ottobre 1511 - agosto 1512 dimesso)
- Sisto Della Rovere † (27 agosto 1512 - 1516 deceduto)[10]
- Giuliano Tornabuoni † (22 marzo 1516 - 2 novembre 1530 dimesso)
- Alfonso Tornabuoni † (7 novembre 1530 - 19 ottobre 1546 nominato vescovo di Sansepolcro)
- Filippo Archinto † (19 ottobre 1546 - 16 dicembre 1556 nominato arcivescovo di Milano)
- Gabriele Cesano † (16 dicembre 1556 - 27 luglio 1568 deceduto)
- Giovanni Maria Tapparelli, O.P. † (3 dicembre 1568 - 24 febbraio 1581 deceduto)
- Luigi Pallavicino † (17 aprile 1581 - 8 agosto 1583 nominato vescovo di Marsico Nuovo)
- Antonio Pichot, O.S.B. † (8 agosto 1583 - 7 luglio 1597 deceduto)
  - Sede vacante (1597-1602)
- Beato Giovanni Giovenale Ancina, C.O. † (26 agosto 1602 - 29 agosto 1604 deceduto)
  - Sede vacante (1604-1608)
- Ottavio Viale † (10 settembre 1608 - 7 dicembre 1624 deceduto)
  - Agostino (Agaffino) Solaro di Moretta † (1625 - 18 giugno 1625 deceduto) (vescovo eletto)
- Giacomo Marenco † (30 agosto 1627 - 17 dicembre 1634 nominato vescovo di Nizza)
- Pietro Bellino † (3 marzo 1636 - 14 gennaio 1641 deceduto)
- Francesco Agostino Della Chiesa † (11 agosto 1642 - 13 settembre 1662 deceduto)
- Carlo Piscina † (14 gennaio 1664 - 9 gennaio 1668 deceduto)
- Nicolao Lepori, O.P. † (9 aprile 1668 - 21 dicembre 1686 deceduto)
- Michele Ludovico Thevenardi, O.P. † (31 maggio 1688 - 17 maggio 1697 deceduto)
- Carlo Giuseppe Morozzo, O.Cist. † (27 gennaio 1698 - 14 marzo 1729 deceduto)
- Giovanni Battista Lomellino, O.P. † (17 agosto 1729 - 28 febbraio 1733 o 1735 deceduto)
  - Sede vacante (1733 o 1735-1741)
- Giuseppe Filippo Porporato † (17 aprile 1741 - 27 luglio 1781 deceduto)
- Giuseppe Gioacchino Lovera † (18 luglio 1783 - 11 febbraio 1799 deceduto)
- Giuseppe Francesco Maria Ferraris da Genola † (11 agosto 1800 - 19 ottobre 1800 deceduto)
  - Sede vacante (1800-1805)
- Teresio Maria Carlo Vittorio Ferrero della Marmora † (1º febbraio 1805 - 9 aprile 1824 dimesso)
  - Sede vacante (1824-1828)
- Antonio Podestà † (28 gennaio 1828 - 17 febbraio 1836 deceduto)
- Giovanni Antonio Gianotti † (19 maggio 1837 - 29 ottobre 1863 deceduto)
  - Sede vacante (1863-1867)
- Lorenzo Gastaldi † (27 marzo 1867 - 27 ottobre 1871 nominato arcivescovo di Torino)
- Alfonso Buglione di Monale † (27 ottobre 1871 - 24 giugno 1894 deceduto)
- Mattia Vicario † (18 marzo 1895 - 16 dicembre 1901 nominato vescovo di Novara)
- Giovanni Oberti, Sch.P. † (16 dicembre 1901 - 23 novembre 1942 deceduto)
- Egidio Luigi Lanzo, O.F.M.Cap. † (22 gennaio 1943 - 29 gennaio 1973 deceduto)
- Antonio Fustella † (22 maggio 1973 - 5 febbraio 1986 deceduto)
- Sebastiano Dho † (5 luglio 1986 - 3 luglio 1993 nominato vescovo di Alba)
- Diego Natale Bona † (17 gennaio 1994 - 16 aprile 2003 ritirato)
- Giuseppe Guerrini (16 aprile 2003 - 17 dicembre 2016 ritirato)
- Cristiano Bodo, dal 17 dicembre 2016

## Statistiche
La diocesi nel 2022 su una popolazione di 96.800 persone contava 89.400 battezzati, corrispondenti al 92,4% del totale.
| anno | popolazione | popolazione | popolazione | presbiteri | presbiteri | presbiteri | presbiteri                | diaconi | religiosi | religiosi | parrocchie |
| anno | battezzati  | totale      | %           | numero     | secolari   | regolari   | battezzati per presbitero | diaconi | uomini    | donne     | parrocchie |
| ---- | ----------- | ----------- | ----------- | ---------- | ---------- | ---------- | ------------------------- | ------- | --------- | --------- | ---------- |
| 1950 | 115.459     | 115.503     | 100,0       | 288        | 230        | 58         | 400                       |         | 138       | 280       | 102        |
| 1970 | 98.960      | 99.000      | 100,0       | 229        | 184        | 45         | 432                       |         | 51        | 248       | 109        |
| 1980 | 95.883      | 96.293      | 99,6        | 187        | 161        | 26         | 512                       |         | 35        | 210       | 109        |
| 1990 | 90.872      | 91.180      | 99,7        | 138        | 130        | 8          | 658                       |         | 11        | 169       | 91         |
| 1999 | 89.400      | 92.356      | 96,8        | 121        | 121        |            | 738                       | 2       | 3         | 148       | 91         |
| 2000 | 89.400      | 92.356      | 96,8        | 122        | 122        |            | 732                       | 2       | 3         | 148       | 91         |
| 2001 | 89.160      | 92.152      | 96,8        | 116        | 116        |            | 768                       | 2       | 3         | 148       | 91         |
| 2002 | 89.160      | 92.356      | 96,5        | 116        | 115        | 1          | 768                       | 2       | 7         | 148       | 91         |
| 2003 | 89.160      | 92.356      | 96,5        | 114        | 113        | 1          | 782                       | 2       | 1         | 148       | 91         |
| 2004 | 89.160      | 93.193      | 95,7        | 107        | 106        | 1          | 833                       | 2       | 1         | 148       | 91         |
| 2010 | 94.083      | 99.192      | 94,8        | 109        | 101        | 8          | 863                       | 10      | 15        | 69        | 91         |
| 2014 | 92.100      | 99.400      | 92,7        | 105        | 94         | 11         | 877                       | 9       | 18        | 50        | 91         |
| 2017 | 90.800      | 98.230      | 92,4        | 102        | 91         | 11         | 890                       | 9       | 25        | 42        | 91         |
| 2020 | 90.300      | 97.680      | 92,4        | 101        | 91         | 10         | 894                       | 10      | 21        | 48        | 104        |
| 2022 | 89.400      | 96.800      | 92,4        | 88         | 78         | 10         | 1.015                     | 9       | 21        | 48        | 90         |